# Nintendo Life
Nintendo Life, stylisé nintendolife, est un site web dont le sujet principal est axé sur les productions de Nintendo, dont les jeux vidéo et les contenus téléchargeables,,.
Plusieurs sections sont dédiées aux plates-formes Nintendo : Wii, Nintendo DSi, WiiWare, DSiWare et Console virtuelle (retrogaming). Le site propose des news et des tests de jeux en cours de développement sur la majorité des jeux Wii et Nintendo DSi et 100 % est jeux WiiWare et DSiWare.

## Historique
Nintendo Life est fondé en 2006, le 16 novembre pour coïncider avec la sortie officielle de la Wii aux États-Unis. Le site web appartient à Gamer Network, une entreprise anglaise. En 2009, Nintendo Life rachète les sites WiiWare World et Virtual Console Reviews pour étendre sa couverture des jeux téléchargeables à 100 %. Le site a été développé par Cuttlefish Multimedia Ltd.